# Ошибнеобразные
Ошибнеобразные (лат. Ophidiiformes) — отряд морских лучепёрых рыб из надотряда колючепёрых.

## Описание
Содержит множество глубоководных морских видов, среди которых и самый глубоководный Abyssobrotula galatheae, отмеченный на глубине 8370 м у Пуэрто-Рико. Тем не менее многие другие виды живут на прибрежных отмелях, особенно среди коралловых рифов, только некоторые пресноводные. Большинство видов живут в тропических и субтропических водах, но отдельные представители известны из полярных вод, таких как прибрежье Гренландии и море Уэдделла.
Ошибнеобразные имеют обычно узкое тело с небольшой головой. Чешуя мелкая или отсутствует. Спинной плавник длинный, а анальный плавник обычно совмещён с хвостовым. Группа включает пелагические, бентические и даже паразитические виды. Некоторые представители живородящие. Длина тела составляет от 5 см (Grammanoides opisthodon) до 2 м (Lamprogrammus shcherbachevi).

## Классификация
В отряд включают два подотряда, 5 семейств, 119 родов и свыше 351 вид:
- Подотряд Bythitoidei — Бититовидные
  - Семейство Aphyonidae — Афионовые
  - Семейство Bythitidae — Бититовые
  - Семейство Parabrotulidae — Парабротуловые
- Подотряд Ophidioidei — Ошибневидные
  - Семейство Carapidae — Караповые
  - Семейство Ophidiidae — Ошибневые